# Gilmaci Santos
Gilmaci dos Santos Barbosa (Dourados, 16 de março de 1961), mais conhecido como Gilmaci Santos, é um pastor evangélico e político brasileiro, filiado ao Republicanos.
Atualmente exerce o quarto mandato de deputado estadual pelo estado de São Paulo.

## Biografia
Gilmaci Santos morou no Paraguai por um ano e após se mudar para São Paulo com 11 anos de idade, foi viver na cidade de Osasco.  
Eleito em 2018 pelo Republicanos com 82.678 votos, o deputado Gilmaci dos Santos Barbosa  está em seu quarto mandato consecutivo como deputado estadual por São Paulo. No início da legislatura, o parlamentar passou a ocupar o cargo de 1º Vice-Presidente da (2019 a 2021) da Assembleia Legislativa.